# Hydrillodes sigma
Hydrillodes sigma är en fjärilsart som beskrevs av Willie Horace Thomas Tams 1935. Hydrillodes sigma ingår i släktet Hydrillodes och familjen nattflyn. Inga underarter finns listade i Catalogue of Life.